# カンパチ
カンパチ（間八、勘八、学名 Seriola dumerili ）は、スズキ目アジ科に分類される海水魚の一種。全世界の暖海域に分布する大型肉食魚で、日本では食用高級魚として扱われる。

## 形態
成魚は全長1 m前後である。最大で全長190 cm・体重80.6 kgの記録があり、アジ科の中では同属のヒラマサ S. lalandi、大西洋産のLichia amia に次ぐ大型種である。また、魚拓寸で200 cmの記録が屋久島にある
体は長楕円形で、前後に長く、側扁する。頭部には頭頂から目を通り上顎に達する黒褐色の帯模様が斜めに走る。この模様は幼魚期に顕著に現れるが、成魚では不明瞭になる。体表は光沢のある細かい鱗に覆われ、側線鱗数は約150枚に達する。体色は背側が黄褐色から淡紫色、腹側が銀白色をしている。その境界の体側には黄色の縦帯がある。尾鰭下葉先端は白い。背鰭と臀鰭の鰭条数は、第一背鰭6 - 7棘・第二背鰭1棘29 - 35軟条・臀鰭2遊離棘1棘18 - 22軟条である。
ヒレナガカンパチ S. rivoliana は本種とよく似ていて混同されることもあるが、第二背鰭と臀鰭の前端が和名通り鎌状に長く伸びること、尾鰭下葉先端が白くならないこと、本種より更に体高が高いことで区別できる。ヒラマサ、ブリ S. quinqueradiata、ツムブリ Elagatis bipinnulata 等は紡錘形の体型で本種よりも体高が低く厚みがある。また目の上の縦帯模様もない。アフリカ大陸西岸域では類似種のギニアン・アンバージャック S. carpenteri と分布が重複し、ここでの詳細な分布は不明とされている    。

## 生態
地中海やメキシコ湾を含む全世界の熱帯・温帯海域に広く分布する。日本近海でも東北地方以南で広く見られる。北海道の太平洋側から東北の日本海側辺りまでを北限とする。成長に適した水温は摂氏20 - 30度で、15度以下や32度以上では成長が抑制され、13度以下で死亡する。日本近海の個体群は、春から夏に日本列島を北上し、初冬から春に南下する季節的な回遊を行う。一部は瀬戸内海の東部（大阪湾・播磨灘・紀伊水道等）と西部（伊予灘・豊後水道等）にも回遊し、晩春から初夏にかけて産卵に来るとも言われる。
日本近海での産卵期は3 - 8月で、分離浮遊卵を産む。台湾北部から南東部の海域で産卵していることが、バイオロギング装着による日台共同での追跡調査で判明している。孵化した仔魚は沖合表層でプランクトン生活をするが、稚魚になるとブリと同様に流れ藻等の浮遊物に付き、動物プランクトンを捕食しながら成長する。成魚は沿岸域の水深20 - 70 mに多く、単独か群れで生活する。成長すると魚食性が強まり、イカナゴ、イワシ類、アジ類等の小魚を捕食するようになる。他にも頭足類・甲殻類も捕食する。

## 名称
標準和名「カンパチ」は東京での呼び名で、正面から見た際に目の上の斜め帯が漢字の「八」の字に見えることに由来する。日本での地方名は数多く、カンパ（東京）、ヒヨ（神奈川県）、アカイオ（北陸地方）、シオ（東海地方～関西での若魚の呼称）、チギリキ（和歌山県）、アカハナ（和歌山・高知県）、アカバネ（香川県）、アカバナ（関西～九州）、ニリ（宮崎県）、アカバラ、ネリ、ニノコ（鹿児島県）、ネイゴ（鹿児島県での若魚の呼称）ネリゴ(長崎県での若魚の呼称)等がある。
また本種は、日本各地で大きさによって呼び名が変わる「出世魚」でもある。
- 関東ではショッコ（35cm以下）-シオゴ（60cmまで）-アカハナ（80cmまで）-カンパチ（80cm以上）
- 関西ではシオ（60cmまで）-カンパチ（60cm以上）
- 鹿児島県ではネイゴ-アカバラ

稚魚はブリと同様に流れ藻に付くことから「モジャコ」（藻雑魚）と呼ばれる。
学名の種名"dumerili"は、フランスの動物学者アンドレ・デュメリル（André Marie Constant Duméril）への献名である。英名にある"Amberjack"はブリ属に共通する呼称で、体側の黄色の縦帯をコハクに見立て、アジ科魚類の総称"Jack"をつけたものである。本種はブリ属内でも大型になること、または成魚の背中が紫色を帯びることから"Greater amberjack"や"Purplish amberjack"と呼ばれる。

## 利用

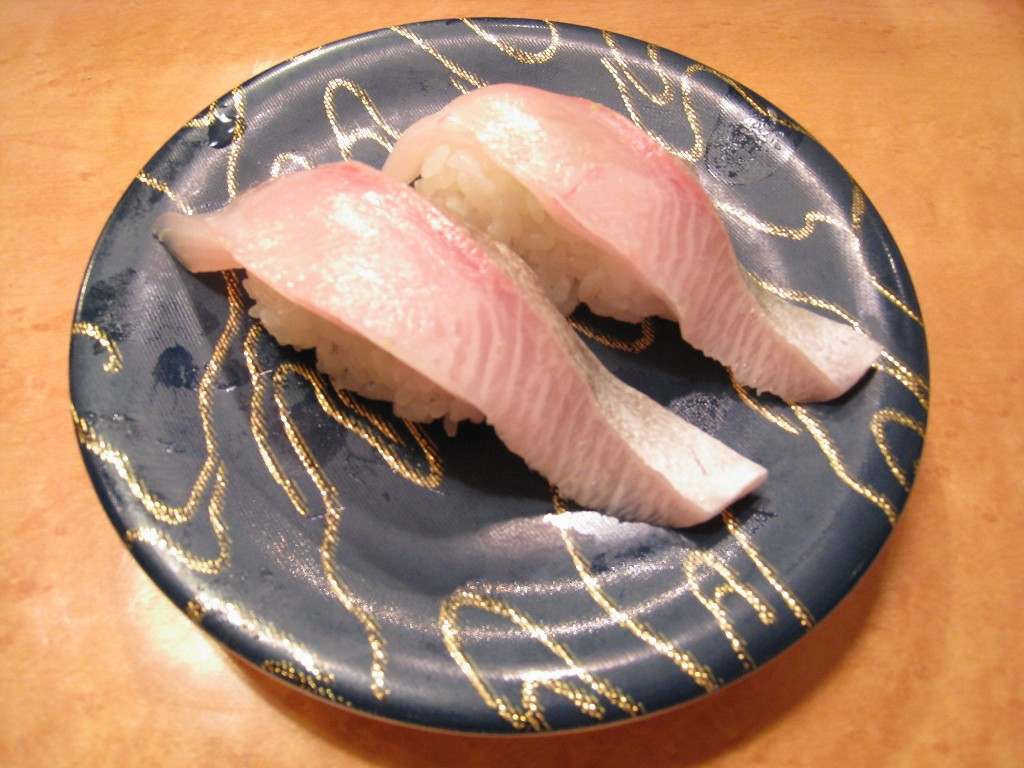
カンパチの握り寿司

釣りや定置網などで漁獲され、食用にされる。群れの中の1匹の行動が止まると他の個体もそこに留まる習性があり、釣りの際は続けて釣れ易い。日本近海ではブリやヒラマサより漁獲量が少なく、美味な魚でもあるため、天然物は高級食材として扱われる。餌にはイワシなどの小魚、エビ類が用いられる。メタルジグ等のルアーでも釣れる。強い引きを楽しめる。
身は締まっていて脂も乗っている。刺身、寿司、しゃぶしゃぶ、照り焼き、塩焼き等で食べられる。身を下ろした後の頭や骨はアラ炊（アラ煮）にもできる。但しシガテラ中毒の報告もあり、熱帯海域産の大型個体は注意が必要である。

### 養殖
本種は高級食材ということもあり、養殖も行われる。日本における養殖物の主産地は鹿児島湾で、垂水市が出荷額日本一となっている。養殖に使用する稚魚は日本国内のみならず中国から輸入もされている。
なお2005年6月には、農林水産省より、2004年秋以降に中国から輸入して日本国内で養殖したカンパチ及びイサキの中国産中間種苗を関係県が調査したところ、アニサキス幼虫の寄生が高頻度に認められたことが発表された。このため厚生労働省は、関係養殖業者や加工業者に対し、当該中国産中間種苗に由来する養殖魚に限り、出荷に際しては凍結などアニサキスが死滅する処理を行うよう指導した。